# Antoni Kozubal
Antoni Kozubal (Krosno, 18 de agosto de 2004) es un futbolista polaco que juega en la demarcación de centrocampista para el Lech Poznań de la Ekstraklasa.

## Selección nacional
Tras jugar en las categorías inferiores de la selección, finalmente hizo su debut con la selección de fútbol de Polonia en un partido de la Liga de Naciones de la UEFA 2024-25 contra Portugal que finalizó con un resultado de 5-1 para el combinado portugués tras los goles de Rafael Leão, Bruno Fernandes, Pedro Neto y un doblete de Cristiano Ronaldo para Portugal, y de Dominik Marczuk para Polonia.

## Clubes
| Club                      | País    | Año       | Partidos | Goles |
| ------------------------- | ------- | --------- | -------- | ----- |
| Lech Poznań II            | Polonia | 2020-2021 | 23       | 1     |
| Lech Poznań               | Polonia | 2021      | 5        | 1     |
| Górnik Polkowice (cedido) | Polonia | 2022      | 14       | 0     |
| Lech Poznań II            | Polonia | 2022      | 14       | 0     |
| Lech Poznań               | Polonia | 2022-2023 | 2        | 0     |
| GKS Katowice (cedido)     | Polonia | 2023-2024 | 42       | 6     |
| Lech Poznań               | Polonia | 2024-     | 35       | 1     |

## Palmarés

### Títulos nacionales
| Título      | Club        | País    | Año  |
| ----------- | ----------- | ------- | ---- |
| Ekstraklasa | Lech Poznań | Polonia | 2025 |